# Îlet Blanc
Ne doit pas être confondu avec îlot Blanc.
L'îlet Blanc est un îlet inhabité des îlets de Carénage, situé dans le Grand Cul-de-sac marin, appartenant administrativement à Sainte-Rose en Guadeloupe. Il fait partie du Parc national de la Guadeloupe.

## Histoire
L'îlet Blanc est sorti des eaux en 1989 à la suite du passage de l'ouragan Hugo. C'est une petite langue de sable d'une extrême fragilité qui fait partie du groupe des îlets de Carénage dans la partie occidentale du Grand Cul-de-sac marin. Selon la plus haute autorité internationale en matière de délimitation des mers, l'Organisation hydrographique internationale (OHI), dans sa publication de renommée mondiale, « Limites des océans et des mers », 3e édition de 1953 il fait partie de la mer des Caraïbes comme l'ensemble de la Guadeloupe.
Un arrêté préfectoral datant de décembre 1997 y interdit l'approche à moins de 100 m – et donc le débarquement – pendant la période de nidification de deux espèces de sternes (la Petite Sterne et la Sterne de Dougall, classée en danger critique en Guadeloupe par l'UICN, et dont l'îlet Blanc est l'unique lieu de ponte dans l'archipel de la Guadeloupe), s'étendant désormais du 15 avril au 15 août,. En 2020, seule une trentaine de nids de chaque espèce étaient dénombrés pour uniquement quinze envols de juvéniles de Sternes de Dougall constatés.

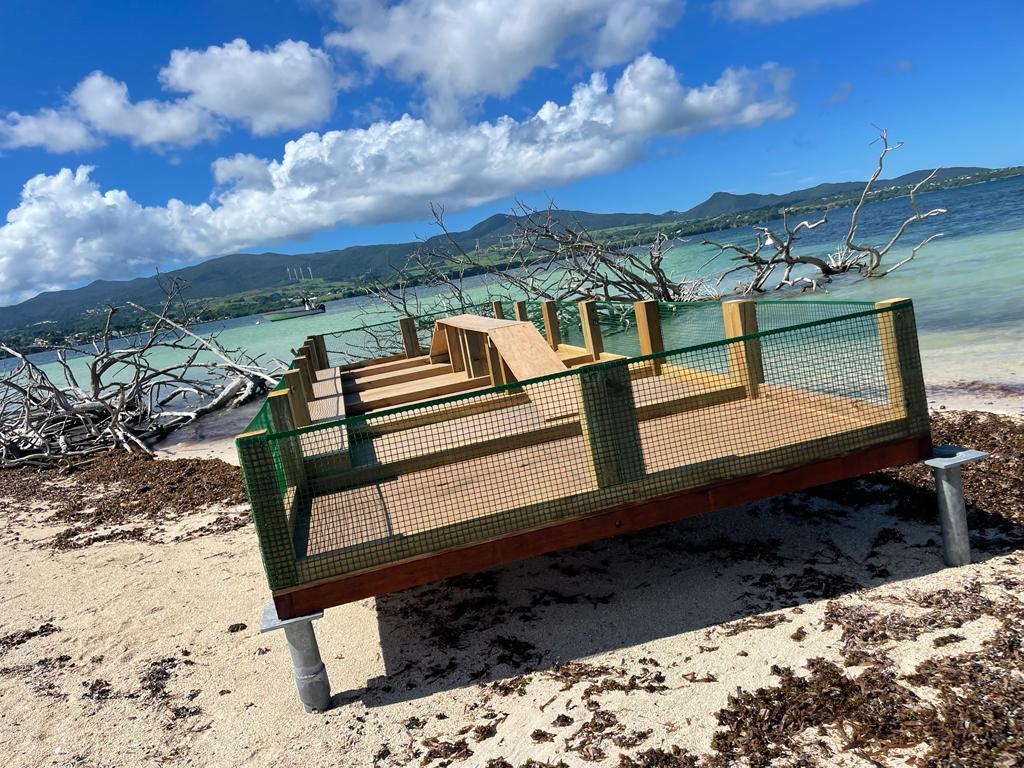
Installation sur l'îlet Blanc.
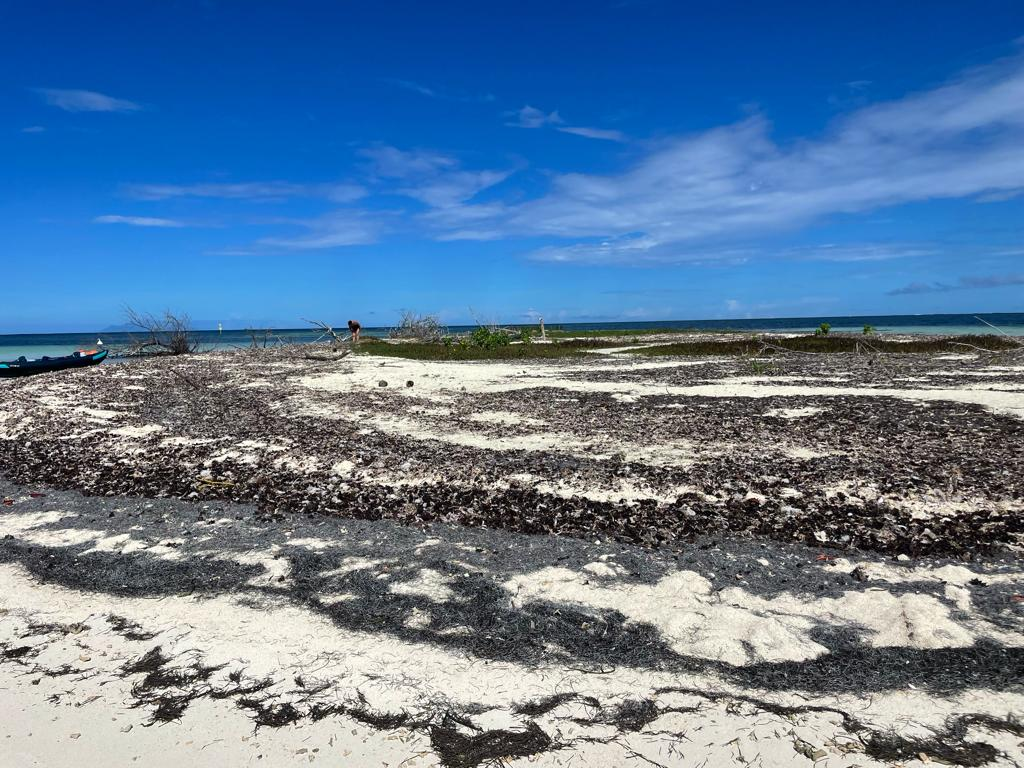
Paysage de l'îlet Blanc.
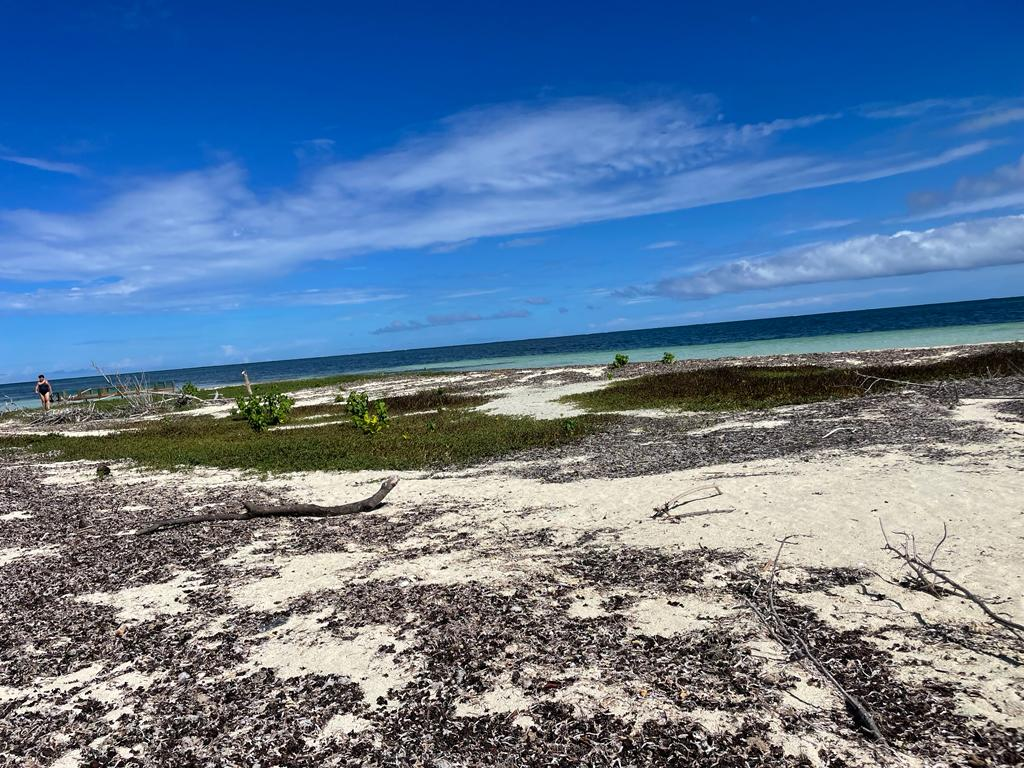
Paysage de l'îlet Blanc.
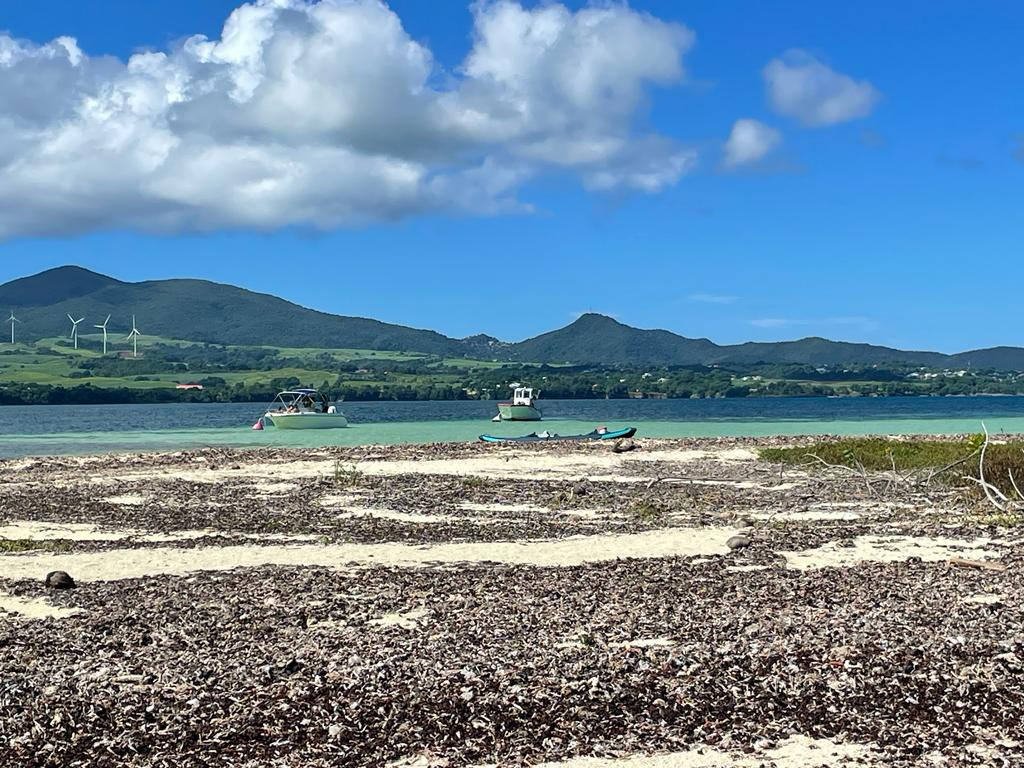
îlet Blanc, vue sur Sainte-Rose.
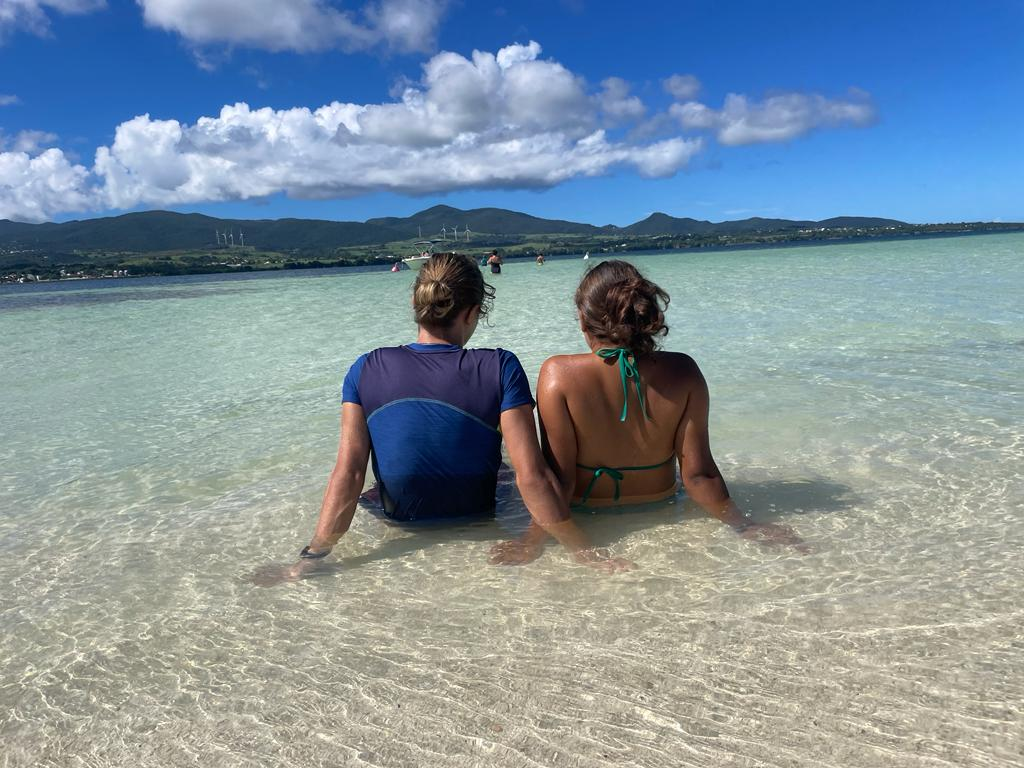
Couple sur l'îlet Blanc.